# Mari Mikkola
Mari Mikkola, född 1977 i Limingo, är en finsk filosof och professor (sedan 2020/2021) vid Universiteit van Amsterdam. Hennes forskning och skrivande berör i första hand feministisk filosofi och pornografi.

## Biografi
Mikkola växte upp i norra Finland. Hon studerade filosofi och politik vid University of York, och 2005 tog hon akademisk examen vid University of Sheffield med en avhandling om den analytiska filosofin relaterad till feminismen. Under decenniet arbetade hon i perioder på universiteten i Sheffield, Stirling och Lancaster.

### Akademisk karriär
Mellan 2010 och 2016 tjänstgjorde Mikkola som föreläsare i praktisk filosofi vid Humboltuniversitetet i Berlin, från 2016 till 2017 med en tillfällig professur i praktisk filosofi vid lärosätet. Därefter undervisade hon från vinterterminen 2017 i feministisk filosofi som docent på Somerville College vid University of Oxford.
I januari 2021 tillträdde Mikkola en professur i filosofi vid Universiteit van Amsterdam. Den tjänsten är del av filosofiska institutionen och fokuserar på metafysik, filosofins historia, icke-västerländsk filosofi och vetenskapsfilosofi. Mikkola har även intressen i socialfilosofi och hatpropaganda. Sedan augusti 2022 är hon chef för hela filosofiinstitutionen.

### Forskning och skrivande
Mikkolas vetenskapliga intresse ligger inom området för tysk idealism, inte minst rörande Kants och Hegels respektive filosofiska tankar. Hennes forskning fokuserade inledningsvis på feministisk metafysik och genus samt andra sidor av feministisk filosofi. Senare arbeten har behandlat filosofiska debatter kring pornografi, ett ämne där hon publicerat ett antal artiklar, bokkapitel samt två monografier.
2016 publicerades The Wrong of Injustice, en tvådelad bok med målet att flytta fokus i den feministiska debatten. I den första halvan presenteras ett antal misslyckade försök att beskriva vad en kvinna är för något, en fråga som sysselsatt feministiska tänkare ända sedan Det andra könet. Den avslutande halvan av boken talar om hur lösningsförslagen i dessa undersökningar ofta lett till avhumaniserande resultatet, och här lyfter Mikkola istället behovet av att bättre behandla människor.
Året därpå kom Beyond Speech, med undertiteln "Pornography and Analytic Feminist Philosophy". Denna samling av elva tidigare opublicerade texter utvecklar den analytiska feministiska filosofins förhållningssätt till ämnet pornografi. Boken tar bland annat spjärn mot Rae Langtons text "Whose right? Ronald Dworkin, Women, and Pornographers" (1990), där Langton lade fram uppmärksammade hypoteser kring objektifiering som fenomen och pornografi som skada redan genom att finnas till. Mikkola ställer upp Langtons inflytelserika tankar kring pornografi som tystande av kvinnors röster och jämför dem med andra perspektiv som estetik och feministisk pornografi.
I Mikkolas tredje bok fortsatte diskussionen omkring pornografin, dess väsen och identitet. Pornography – A Philosophical Introduction (Oxford University Press, 2019) sällade sig till en liten men växande litteraturkategori, med filosofiska utredningar av pornografin, vid sidan av Nancy Bauers How to Do Things with Pornography (2015), Amia Srinivasans The Right to Sex (2021) och olika texter av Laurie Shrage. Av bokens åtta kapitel ägnar sig de första fem åt olika sorters underkastelse och objektifiering, medan de övriga diskuterar pornografi som koncept samt dess relation till estetik. Det radikalfeministiska påståendet om "pornografi är teorin, våldtäkt är praktiken" undersöks ur olika vinklar, och resonemangen kring Mills "skadeprincip" som inleddes i föregående bok.

### Övriga aktiviteter
Mikkola är medgrundare av Society for Women in Philosophy Germany, en förening för främjande av kvinnor inom filosofin i den tyskspråkiga världen. Sedan sommaren 2014 har hon koordinerat Nomos Network for Applied Philosophy, inledningsvis tillsammans med Josep Corbi (Valencias universitet) och Jesus Vega (Universidad Autónoma de Madrid) och senare ihop med Esas Díaz-Léon från Barcelonas universitet. Hon har även varit medredaktör för Journal of Social Ontology, utgiven av De Gruyter.

### Böcker
- The wrong of injustice: dehumanization and its role in feminist philosophy. Studies in feminist philosophy. Oxford University Press. 2016. ISBN 978-0-19-060108-9[16]
- Beyond speech: pornography and analytic feminist philosophy. Studies in feminist philosophy. Oxford university press. 2017. ISBN 978-0-19-025790-3
- Pornography: a philosophical introduction. Oxford university press. 2019. ISBN 978-0-19-064007-1, även tillgänglig på Oxford Scholarship Online, doi:10.1093/acprof:oso/9780190257910.001.0001[17]

### Artiklar (urval)
- "Elizabeth Spelman, Gender Realism and Women" i: Hypatia (2006) #21: s. 77–96
- "Gender Sceptics and Feminist Politics". i: Res Publica (2007) #13: s. 361–380
- "Contexts and Pornography". i: Analysis #4, oktober 2008, s. 316–320
- "Gender Concepts and Intuitions. In: Canadian Journal of Philosophy (2009) Ausg. 9, no. 4: 559–583.
- "Is Everything Relative? Anti-realism, Truth and Feminism". i: Allan Hazlett (Hrsg.): New Waves in Metaphysics, Palgrave-Macmillan (2010)
- "Kant on Moral Agency and Women's Nature". i: Kantian Review (2011) #16: s. 89–111
- "Illocution, Silencing and the Act of Refusal". i: Pacific Philosophical Quarterly (2011) #92: s. 415–437
- Ontological Commitments, Sex and Gender. i: Charlotte Witt (Hrsg.): Feminist Metaphysics, Springer (2011), ISBN 978-90-481-3782-4, s. 67–83
- Thom Brooks, red (2011) (på engelska). Dehumanization. Palgrave Macmillan UK. sid. 128–149. doi:10.1057/9780230305885_8. ISBN 978-0-230-23276-1. http://link.springer.com/10.1057/9780230305885_8
- Dehumanization. i: Thom Brooks: New Waves in Ethics, Palgrave Macmillan, London 2011, ISBN 978-0-230-23276-1, s. 128–149 (doi:10.1057/9780230305885_8)
- "Der Begriff der Entmenschlichung und seine Rolle in der feministischen Philosophie". i: Hilge Landweer, Catherine Newmark et al (red.): Philosophie und die Potenziale der Gender Studies. Transcript Verlag, Bielefeld 2012, ISBN 978-3-8376-2152-5, s. 87–116 (tyska)
- Hans Maes, red (2013) (på engelska). Pornography, Art and Porno-Art. Palgrave Macmillan UK. sid. 27–42. doi:10.1057/9781137367938_2. ISBN 978-1-349-34982-1. http://link.springer.com/10.1057/9781137367938_2
- "Feminist Perspectives on Sex and Gender". i: Stanford Encyclopedia of Philosophy. Redigerad 2017[18]
- ”Sex in Medicine: What Stands in the Way of Credibility?” (på engelska). Topoi 36 (3):  sid. 479–488. 2017-09. doi:10.1007/s11245-015-9350-3. ISSN 0167-7411. http://link.springer.com/10.1007/s11245-015-9350-3.
- "Feminist Metaphysics as Non-Ideal Metaphysics". i: Pieranna Garavaso (red.): The Bloomsbury Companion to Analytic Feminism, Bloomsbury Academic, London 2018, ISBN 978-1-4742-9778-3, s. 80–102
- ”Fixing pornography’s illocutionary force: Which context matters?” (på engelska). Philosophical Studies 177 (10):  sid. 3013–3032. 2020-10. doi:10.1007/s11098-019-01357-2. ISSN 0031-8116. http://link.springer.com/10.1007/s11098-019-01357-2.
- "The Function of Gender as a Historical Kind". i:  Rebekka Hufendiek et al. (Hrsg.): Social Functions in Philosophy, Routledge, New York 2020, ISBN 978-1-138-35132-5
- "Why Dehumanization is Distinct from Objectification". i: The Routledge Handbook of Dehumanization, red. Maria Kronfeldner, Routledge, London/New York 2021, ISBN 978-1-138-58815-8, s. 326–340